# Cadáveres De Tortugas
A Cadaveres De Tortugas együttes  1993-ban alakult Székesfehérváron. A spanyol nyelvű név jelentése:  "Teknősbékák tetemei". 2005 nyarán a zenekaron belüli nézeteltérések miatt a Cadaveres De Tortugas feloszlott. Az együttes három tagja, Viniczai Szabolcs (dob), Persoczki Gábor (basszusgitár, vokál), Kecskés Péter (gitár, vokál) a Mangod Inc. nevű zenekarban zenélt tovább, Körmöczi Péter (gitár, vokál) pedig megalapította a Cadaveres-t.
2021-ben a zenekar Salva Karma című nagylemeze megjelent remasterelt változatban vinyl-en, CD-n és kazettán. Ezt követően 2022-ben az Incarnation album is újrakiadást kapott. 2023-ban zajlott a Cadaveres Esszencia elnevezésű turné, amely a Cadaveres De Tortugas és a Cadaveres zenekarok munkásságát volt hivatott összefoglalni, egyben lezárni 30 év történetét. A koncertsorozaton Körmöczi Péter mellett Kecskés Péter és Viniczai Szabolcs vett részt az egykori CDT-tagok közül.

## Tagok
Utolsó felállás
- Persoczki Gábor – basszusgitár, ének (1995-2005)
- Körmöczi Péter – gitár, ének (1993-2005)
- Kecskés Péter – gitár (2000-2005)
- Viniczai Szabolcs – dob (1993-2005)

Korábbi tagok
- ifj. Zsombok Tibor – gitár, ének (1993-1999)
- Krech Miklós - basszusgitár (1993-1995)

## Diszkográfia

### Albumok
- Our Way (1997)
- Ready II Rumble (1998)
- Salvo Karma (2000)
- Incarnation (2002)
- The Worst, the Best, the Biggest and the Rest (válogatás, 2003)
- Versus (2004)

### Remix EP-k
- Diablo De Luxe (2001)
- Castaway (2003)

### Demók
- Stigmatized Eye (1994)
- Turtles Ahead (1995)
- La Sangre No Miente (1996)